# Arie de Graaf

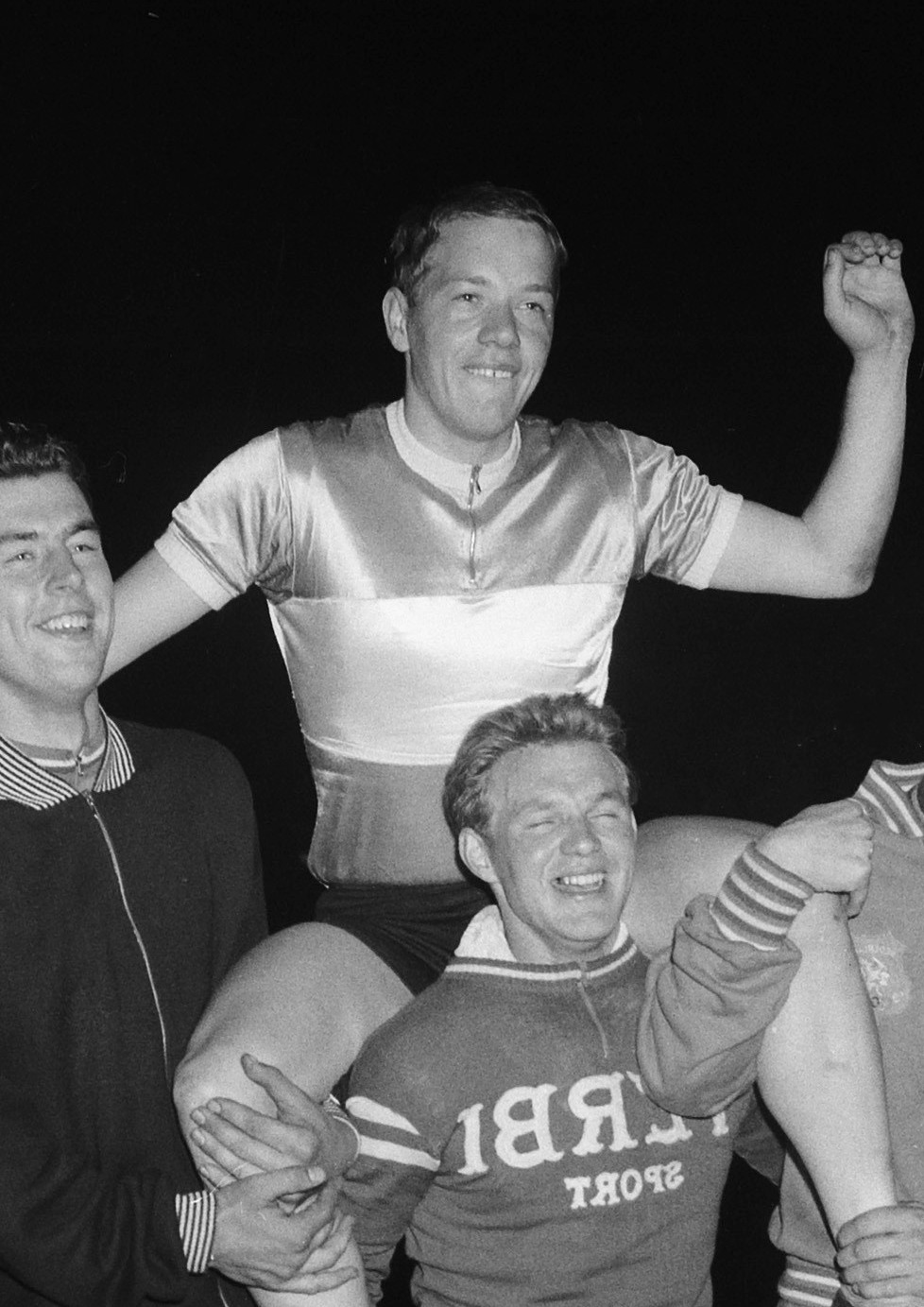
Aad de Graaf 1961

Arie „Aad“ de Graaf (* 22. Oktober 1939 in Rotterdam; † 21. Juli 1995 ebenda) war ein niederländischer Radrennfahrer und nationaler Meister im Radsport.

## Sportliche Laufbahn
Arie „Aad“ de Graaf war ein Schützling von Arie van Vliet, der ihm empfahl, sich auf den Bahnsprint zu konzentrieren, trotz eines Handicaps (er war auf einem Ohr fast taub). Erstmals trat er mit dem zweiten Platz bei Grand Prix der City of Manchester im Bahnsprint hinter Lloyd Binch 1960 in Erscheinung (1963 konnte er das Ergebnis umdrehen und selbst gewinnen). Kurze Zeit später gewann er als Amateur die nationale Meisterschaft der Niederlande. Den Titel konnte er 1961 und 1962 verteidigen. 1962 gewann er den Großen Preis von Berlin. 1964 gewann er das traditionsreiche Sprinterturnier Champion of Champions Trophy auf der Londoner Olympiabahn von Herne Hill und den traditionsreichen Muratti Gold Cup auf der Radrennbahn von Manchester. 1960 und 1964 war er Teilnehmer der Olympischen Sommerspiele in Rom bzw. in Tokio. Im Sprint kam er 1960 bis in die Hoffnungsläufe des Achtelfinales, im Tandemrennen wurde er in Tokio Vierter mit Piet van der Touw als Partner. Mehrfach war er bei den UCI-Bahn-Weltmeisterschaften am Start, zweimal kam er im Sprint bis ins Viertelfinale, auch im Tandemrennen und 1000-Meter-Zeitfahren war er am Start.
1965 und 1966 startete er als Unabhängiger ohne festen Kontrakt mit einem Rennstall. Bei den Meisterschaften der Berufsfahrer im Sprint wurde er 1965 Zweiter bzw. 1966 Dritter. Bis an sein Lebensende war er fast täglich auf seinem Rennrad unterwegs und war in fast jedem Jahr Teilnehmer der Senioren-Weltmeisterschaften in Österreich.

## Berufliches
Nach seiner Laufbahn eröffnete er eine Großhandlung für Gemüse.